# ووروبیفسکی (آستراخان)
ووروبیفسکی (به لاتین: Vorobyevsky) یک منطقهٔ مسکونی در روسیه است که در استان آستراخان واقع شده‌است.